# Vedd a lelkem!
A Vedd a lelkem! (eredeti cím: My Soul to Take) 2010-ben bemutatott amerikai természetfeletti horrorfilm.
Az 1994-es Rémálom az Elm utcában 7. óta ez volt az első olyan film, melynek rendezője, forgatókönyvírója és producere is Wes Craven. Középpontjában Adam „Bug” Hellerman (Max Thieriot) áll, aki egyike egy sorozatgyilkos által kiszemelt és halálra ítélt, tizenévesekből álló hétfős társaságnak. A cím a filmben is felbukkanó angol nyelvű ima („Now I Lay Me Down to Sleep”) szövegéből származik: „Ha meghalok, mielőtt még felébredek, imádkozom, hogy az úr vegye el a lelkemet!”.
A film gyenge bevételt hozott, és a kritikusok is negatívan fogadták. A Metacritic oldalán a film értékelése 25%-ot ért el, 13 vélemény alapján. A Rotten Tomatoeson a Vedd a lelkem! 9%-os minősítést kapott, 58 értékelés alapján.

## Szereplők
| Szerep                 | Színész           | Magyar hang        |
| ---------------------- | ----------------- | ------------------ |
| Adam „Bug” Hellerman   | Max Thieriot      | Előd Álmos         |
| Alex Dunkelman         | John Magaro       | Molnár Levente     |
| Jerome King            | Denzel Whitaker   | Berkes Bence       |
| Penelope Bryte         | Zena Grey         | Czető Zsanett      |
| Brandon O’Neil         | Nick Lashaway     | Czető Roland       |
| Brittany Cunningham    | Paulina Olszynski | Molnár Ilona       |
| Abel Plenkov           | Raul Esparza      | Anger Zsolt        |
| Frank Patterson rendőr | Frank Grillo      | Rajkai Zoltán      |
| Jay Chan               | Jeremy Chu        | Baráth István      |
| May Hellerman          | Jessica Hecht     | Bertalan Ágnes     |
| Leah „Fang” Hellerman  | Emily Meade       | Bogdányi Titanilla |
| Dr. Blake              | Harris Yulin      | ?                  |

## Fordítás
- Ez a szócikk részben vagy egészben  a   My Soul to Take című angol Wikipédia-szócikk fordításán alapul.  Az eredeti cikk szerkesztőit annak laptörténete sorolja fel. Ez a jelzés csupán a megfogalmazás eredetét és a szerzői jogokat jelzi, nem szolgál a cikkben szereplő információk forrásmegjelöléseként.